# Freie Demokratische Partei
De Freie Demokratische Partei (FDP, Vrije Democratische Partij) is een Duitse liberale politieke partij. De partij werd opgericht in 1948 en verenigt linkse en rechtse liberalen, nadat in de Weimarrepubliek nog twee liberale partijen hadden bestaan.
De FDP is sinds 1949 steevast vertegenwoordigd geweest in de Bondsdag, met uitzondering van de periode 2013–2017 en vanaf 2025. Ook maakte de partij meermaals deel uit van de Duitse bondsregering; dit was het geval in de periodes 1949–1957, 1961–1966, 1969–1998, 2009–2013 en 2021–2024.
Samen met de Nederlandse VVD en de Belgische Open Vld en MR is de FDP lid van de Alliantie van Liberalen en Democraten voor Europa (ALDE).

## Geschiedenis

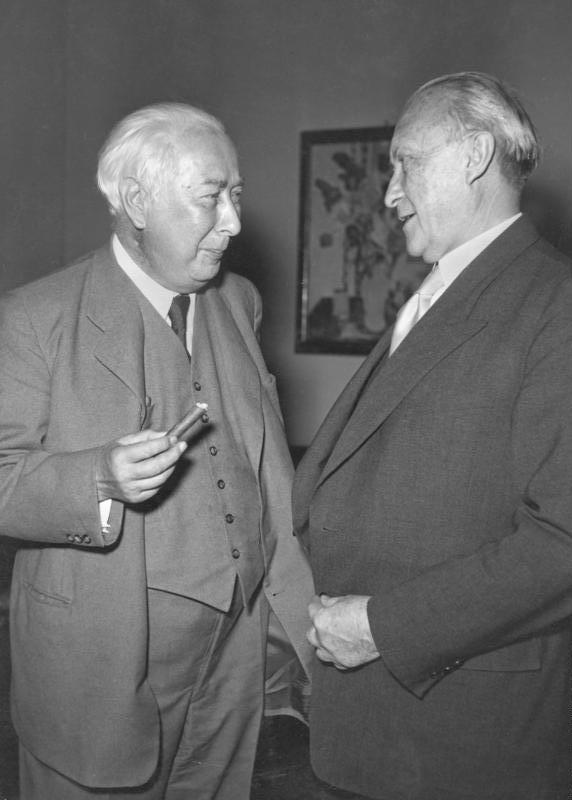
FDP-Bondspresident Theodor Heuss in 1953 (links) met CDU-Bondskanselier Konrad Adenauer

### 1945–1969
In 1945, na de Duitse capitulatie, werden in alle bezettingszones van Duitsland liberale partijen opgericht. Deze hadden allemaal verschillende namen. Op 11 december 1948 werden de verschillende partijen - met uitzondering van de Oost-Duitse LDPD - samengevoegd tot de Freie Demokratische Partei (FDP). Theodor Heuss, later de eerste bondspresident van de Bondsrepubliek Duitsland, werd de eerste partijvoorzitter.
In vergelijking met de christendemocratische CDU en de sociaaldemocratische SPD groeide de FDP uit tot een middelgrote centrumpartij: economisch rechts, cultureel links. In 1949–1957 en 1961–1966 vormde de FDP een coalitieregering met de CDU/CSU van bondskanselier Konrad Adenauer en diens opvolger Ludwig Erhard. De langstzittende FDP-voorzitter in die tijd was de nationaal-liberale Erich Mende, van 1960 tot 1968.
In 1966–1969 vormden de CDU/CSU en de SPD een grote coalitie, waarin voor de FDP geen plaats was. Sedertdien begon de FDP zich te oriënteren op samenwerking met de sociaaldemocratische SPD.

### 1969–1990

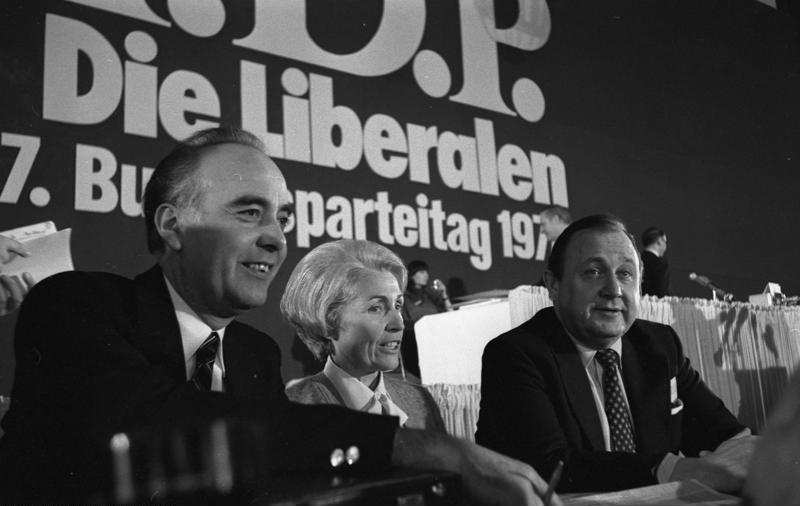
Partijcongres in 1976. Rechts: Hans-Dietrich Genscher (bondsminister 1969–1992 en partijvoorzitter 1974–1985).

Walter Scheel, partijvoorzitter sinds 1968, behoorde tot een centristische groep die de partij vooral als liberaal en pas dan als coalitiepartner van een andere partij zag. Onder de SPD-kanseliers Willy Brandt en Helmut Schmidt vormde de FDP van 1969 tot 1982 een sociaal-liberale coalitie. FDP-voorzitter, vicekanselier en minister van Buitenlandse Zaken was eerst Walter Scheel, die in 1974 bondspresident werd, en vanaf dan Hans-Dietrich Genscher.
In de toenmalige FDP waren drie stromingen vertegenwoordigd: een rechtse, nationale en op de economie gerichte vleugel, een feitelijk midden van de partij en een linkse vleugel. De coalitie met de SPD werd door sommige rechtse FDP-politici afgekeurd; zij stapten tot 1972 over naar de CDU. Er was ook voor een korte tijd de poging om een nieuwe, rechts-liberale partij te stichten (Nationalliberale Aktion van Siegfried Zoglmann). De linkervleugel lukte het om in 1971 de partij de zogeheten Freiburger Thesen te laten aanvaarden. Daarin werd een vergaande democratisering van de samenleving en een hervorming van het kapitalisme geëist. Die sociaalliberale oriëntering was echter van korte duur en stond ook niet voor de gehele partij.
In 1982 ruilde de FDP haar coalitiepartner in voor de CDU/CSU onder kanselier Helmut Kohl (de zogenaamde Bonner Wende). Dit leidde tot kortstondige onrust binnen de partij, maar de links-liberale afsplitsing Liberale Demokraten bleef zonder succes. Hans-Dietrich Genscher bleef minister tot 1992, de coalitie met Kohl zou standhouden tot 1998.

### 1990–2001
In het kader van de Duitse hereniging gingen in 1990 vier Oost-Duitse partijen (onder meer de LDPD en de NDPD) in de FDP op. Later dat jaar behaalde de FDP bij de Bondsdagverkiezingen van 1990 11 procent van de stemmen, ook dankzij de steun in het oosten. Daar had de FDP zelfs veel meer leden dan in het westen: eind 1989 telden alleen LDPD en NDPD al samen 190.000 leden, de West-Duitse FDP 66.000. Tien jaar later had de FDP in het oosten 12.400 leden en 52.000 leden in het westen.
Bij de Bondsdagverkiezingen van 1994 viel de FDP terug naar 6,9%. Een groot deel van de FDP-kiezers (63 procent) gaf aan eigenlijk een voorkeur te hebben voor de CDU/CSU, maar de FDP boven de kiesdrempel van 5% te willen houden zodat de zittende CDU/CSU-FDP-coalitie kon blijven regeren. Dankzij overhangmandaten voor de CDU kon de coalitie onder bondskanselier Helmut Kohl inderdaad worden voortgezet. Vanwege ruzies binnen de FDP na het vertrek van Genscher in 1992, en misschien ook ontevredenheid over de belastingverhogingen na de hereniging, leed de FDP in bijna alle deelstaatverkiezingen in de jaren negentig verliezen. In het merendeel van de deelstaatparlementen was de partij zelfs niet meer vertegenwoordigd.
De Bondsdagverkiezingen van 1998 zorgden voor een ommekeer in de Duitse politiek. De FDP verloor slechts licht, maar het verlies van CDU/CSU was dermate groot dat de regering haar meerderheid verloor. Gerhard Schröder, een sociaaldemocraat, vormde hierop met Bündnis 90/Die Grünen een rood-groene coalitie. Voor het eerst sinds 1969 belandde de FDP in de oppositie.
In de jaren rond de eeuwwisseling boekte de FDP in een reeks deelstaatverkiezingen weer goede resultaten. Dit kwam mede door de impopulariteit van de CDU, die in een schandaal verzeild was geraakt (Kohl en Wolfgang Schäuble hadden, tegen de partijenwet in, grote donaties voor de partij aangenomen zonder de namen van de donateurs te vermelden). Na de weinig gelukkige voorzitters Klaus Kinkel (vanaf 1992) en Wolfgang Gerhardt (vanaf 1995) nam in 2001 de jonge Guido Westerwelle het roer bij de FDP over.

### 2001–2013

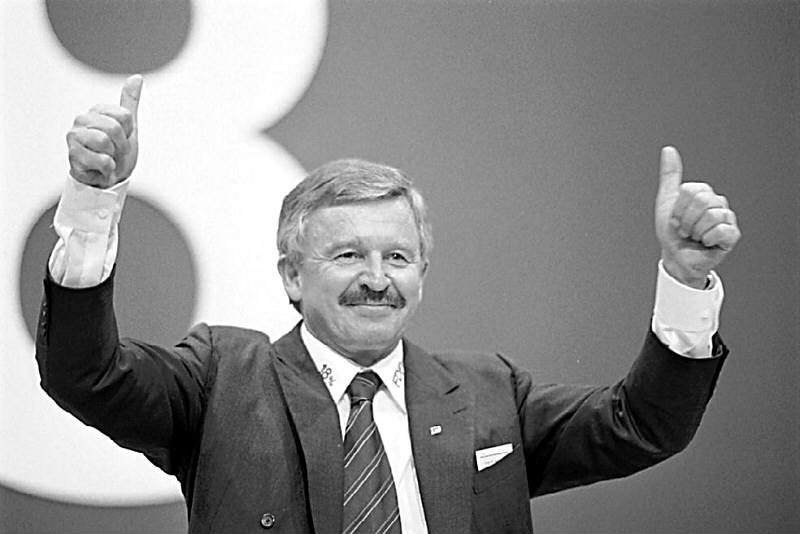
Jürgen Möllemann in 2002

Na het jaar 2000 had Jürgen Möllemann grote invloed in de partij. Hij leidde de FDP bij de deelstaatverkiezingen in Noordrijn-Westfalen en slaagde erin de partij na vijf jaar weer terug te laten keren in de Landdag aldaar. Möllemann, ooit een politiek protegé van Genscher en diens staatssecretaris, was bondsminister van Economie tot 1993, toen hij in verband met nepotisme moest terugtreden. Met de verkiezingswinst in Noordrijn-Westfalen had Möllemann zich nu gerehabiliteerd en dwong de aarzelende partijleiding het concept Strategie 18 op. Volgens hem moest de FDP zelfstandig (zonder aankondiging van een gewenste coalitie) de Bondsdagverkiezingen van 2002 in, een kanselierskandidaat hebben en op 18 procent van de stemmen mikken. De campagne verliep echter niet vlekkeloos: terwijl partijleider Westerwelle rondreed met een gele Guidomobil en het televisieprogramma Big Brother bezocht, kenterde de stemming in het land vanwege de aanloop naar de Irakoorlog en een vloedramp in Oost-Duitsland. Omstreden was ook een flyer die Möllemann zonder afspraak met de partij kort voor de verkiezingszondag aan de huishoudens in Noordrijn-Westfalen had gestuurd; in deze flyer bekritiseerde hij de Israëlische minister-president Ariel Sharon en ook de vicevoorzitter van de Raad van Joden in Duitsland fel.

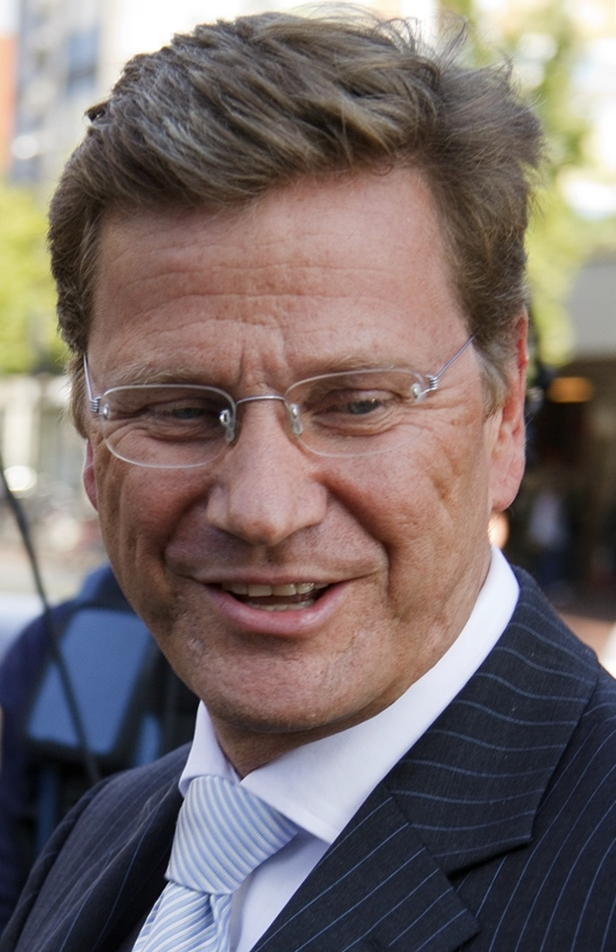
Guido Westerwelle (hier in 2009) was FDP-voorzitter van 2001 tot 2011

Het verkiezingsresultaat van de FDP was nauwelijks beter dan dat in 1998 en de regering van SPD en Grüne bleef aan de macht. Mede in verband met vragen over de partijfinanciering in Noordrijn-Westfalen verliet Möllemann de FDP in 2003. Enkele maanden later stierf hij bij een parachutesprong (vermoedelijk zelfdoding).
Bij de Bondsdagverkiezingen van 2005 sprak de FDP haar wens uit een regering te vormen met CDU/CSU, maar hoewel de liberalen met 9,8 procent een goed resultaat behaalden, was er geen meerderheid voor een dergelijke coalitie. Terwijl CDU/CSU met de SPD een regeerakkoord sloten onder leiding van Angela Merkel, bleef de FDP in de oppositie. Vier jaar later, bij de Bondsdagverkiezingen van 2009, kwam de mogelijkheid voor een zwart-gele coalitie er echter alsnog toen de FDP 14,6% van de stemmen veroverde; een recordresultaat. In het hierop gevormde kabinet-Merkel II werd Westerwelle vicekanselier en minister van Buitenlandse Zaken.
In mei 2011 trad Westerwelle af als partijleider, nadat de FDP bij verschillende deelstaatverkiezingen grote verliezen had geleden. Ook zijn beslissing zich te onthouden van stemming bij de VN-resolutie 1973 viel niet overal in goede aarde. Philipp Rösler, de nieuwe partijleider en vicekanselier, leidde de FDP vervolgens bij de Bondsdagverkiezingen van 2013, die voor de partij desastreus verliepen: de FDP behaalde een historisch slecht resultaat (4,8 procent) en bleef daarbij onder de kiesdrempel. De partij verdween daarmee na 64 jaar uit de Bondsdag.

### 2013–2025
In de periode dat de FDP niet in de Bondsdag vertegenwoordigd was, herstelde de partij zich onder voorzitter Christian Lindner, die de partij nieuw elan gaf. Bij de verkiezingen van 2017 behaalden de liberalen 10,7% van de stemmen, waarmee ze na vier jaar terugkeerden in het federale parlement. Met CDU/CSU en Bündnis 90/Die Grünen werden zelfs onderhandelingen gevoerd om te komen tot een Jamaica-coalitie, maar het was de FDP die de stekker uit de onderhandelingen trok wegens meningsverschillen over migratie en energie.

Logo 2013-2014

Na vier jaar in de oppositie boekte de FDP bij de Bondsdagverkiezingen 2021 een kleine zetelwinst. Samen met de andere winnaars (SPD en Bündnis 90/Die Grünen) werd een verkeerslichtcoalitie gesmeed: het kabinet-Scholz. Het was de eerste keer dat een driepartijencoalitie op nationaal niveau tot stand kwam. De FDP leverde voor dit kabinet vier ministers, onder wie Lindner als minister van Financiën. Na herhaaldelijke conflicten tussen de FDP en de andere coalitiepartners op het gebied van financiën en economie, werd Lindner op 6 november 2024 ontslagen door bondskanselier Olaf Scholz. Met uitzondering van minister van Verkeer Volker Wissing stapten daarop ook de andere FDP-ministers op, waardoor het kabinet viel. Tijdens deze regeringscrisis werd onthuld dat de FDP voorafgaand aan de breuk al een strategisch stappenplan had opgesteld om een einde aan het kabinet te maken. Secretaris-generaal Bijan Djir-Sarai, die het bestaan van een dergelijk document eerder nog had ontkend, trad vervolgens af.

### 2025–heden
Door de terugtrekking van de liberalen uit de regering werden er vervroegde Duitse verkiezingen gehouden. Bij de Bondsdagverkiezingen op 23 februari 2025 behaalde de FDP voor de tweede keer in de historie de kiesdrempel van vijf procent niet, waardoor de partij niet in de Bondsdag terechtkwam. Later op de avond maakte Christian Lindner zijn vertrek uit de politiek bekend.

## Standpunten
De FDP is gebaseerd op het gedachtegoed van het liberalisme. De staat moet zo min mogelijk sturen, het vrije denken en de eigen verantwoordelijkheid van de mens staat centraal. Daarom is de partij voorstander van een liberale markteconomie, maar het omarmt ook (delen van) de sociale markteconomie.
Een van de belangrijkste doelen is de zelfontplooiing van de mens. Dat kan door een economische bijdrage te leveren aan de maatschappij. Werken moet lonen, uitkeringsgerechtigden moeten indien mogelijk snel aan het werk. Daarentegen is de partij tegen een wettelijk minimumloon. De partij staat voor een degelijke financiële overheidshuishouding met lage belastingen. De FDP is geen voorstander van subsidies, de markt regelt dat zelf. 
De partij hangt een streng, maar rechtvaardig immigratiebeleid aan. Vluchtelingen moeten zoveel mogelijk worden opgevangen in de regio. Een sterk leger is gewenst, evenals sterke buitengrenzen van de EU.
Op het gebied van gezondheidszorg vindt de partij dat de mens zelfbeschikking moet hebben over zijn of haar eigen leven. Daarin grenst de partij zich duidelijk af van de CDU. Het gebruik van middelen is aan iemand zelf, de FDP is daarom voor de legalisering van marihuana.
Digitalisering is een belangrijk thema voor de liberalen evenals de leveringszekerheid van energie. Op dit gebied is de partij lang voorstander geweest van kernenergie. Er moeten zo min mogelijk subsidies zijn voor duurzame energie en benzine- en dieselauto's mogen van de partij langer blijven bestaan. De FDP is tegenstander van een maximumsnelheid op autosnelwegen. 

## Partijleiders van de FDP
| Partijleiders | Partijleiders          | Partijleiders                      | Termijn                              | Leeftijd | Functie(s) als leider / Overige functie(s) | Functie(s) als leider / Overige functie(s) |
| ------------- | ---------------------- | ---------------------------------- | ------------------------------------ | -------- | --- | --- |
|               | Theodor Heuss          | Theodor Heuss (1884–1963)          | 12 december 1948 – 12 september 1949 | 64–65    | Lid van de Bondsdag (1949) Fractievoorzitter in de Bondsdag (1949)                                                                                              | Bondspresident van Duitsland (1949–1959) |
|               | Franz Blücher          | Franz Blücher (1896–1959)          | 12 september 1949 – 8 maart 1954     | 53–57    | Lid van de Bondsdag (1949–1959) Vicekanselier (1949–1957) Bondsminister voor het Marshallplan (1949–1953) Bondsminister voor Financiële Bezittingen (1953–1957) | |
|               | Thomas Dehler          | Thomas Dehler (1897–1967)          | 8 maart 1954 – 24 januari 1957       | 56–59    | Lid van de Bondsdag (1949–1967) | Bondsminister van Justitie (1949–1953) |
|               | Reinhold Maier         | Reinhold Maier (1889–1971)         | 24 januari 1957 – 30 januari 1960    | 67–70    | Lid van de Bondsdag (1957–1959) | Minister-president van Baden-Württemberg (1945–1953) Voorzitter van de Bondsraad (1952–1953) Lid van de Bondsdag (1953–1956)                           |
|               | Erich Mende            | Erich Mende (1916–1998)            | 30 januari 1960 – 30 januari 1968    | 43–51    | Lid van de Bondsdag (1949–1980) Fractievoorzitter in de Bondsdag (1957–1963) Vicekanselier (1963–1966) Bondsminister voor Oost-Duitse Betrekkingen (1963–1966)  | |
|               | Walter Scheel          | Walter Scheel (1919–2016)          | 30 januari 1968 – 1 oktober 1974     | 48–55    | Lid van de Bondsdag (1953–1974) Vicekanselier (1969–1974) Bondsminister van Buitenlandse Zaken (1969–1974) Bondskanselier (1974)                                | Lid van het Europees Parlement (1956–1961) Bondsminister voor Economische Betrekkingen (1961–1962, 1962–1966) Bondspresident van Duitsland (1974–1979) |
|               | Hans-Dietrich Genscher | Hans-Dietrich Genscher (1927–2016) | 1 oktober 1974 – 25 februari 1985    | 47–57    | Lid van de Bondsdag (1965–1998) Vicekanselier (1974–1982, 1982–1992) Bondsminister van Buitenlandse Zaken (1974–1982, 1982–1992)                                | Bondsminister van Binnenlandse Zaken (1969–1974) |
|               | Martin Bangemann       | Martin Bangemann (1934–2022)       | 25 februari 1985 – 10 oktober 1988   | 50–53    | Bondsminister van Economie (1984–1988) Lid van de Bondsdag (1987–1989)                                                                                          | Lid van het Europees Parlement (1973–1984) Fractievoorzitter van ELDR in het Europees Parlement (1979–1984) Eurocommissaris (1989–1999)                |
|               | Otto Lambsdorff        | Otto Graf Lambsdorff (1926–2009)   | 10 oktober 1988 – 10 juni 1993       | 61–66    | Lid van de Bondsdag (1972–1998) Bondsminister van Economie (1977–1982, 1982–1984) Voorzitter van de Liberale Internationale (1992–1994)                         | |
|               | Klaus Kinkel           | Klaus Kinkel (1936–2019)           | 10 juni 1993 – 10 juni 1995          | 56–58    | Bondsminister van Buitenlandse Zaken (1992–1998) Vicekanselier (1993–1998) Lid van de Bondsdag (1994–2002)                                                      | Bondsminister van Justitie (1991–1992) |
|               | Wolfgang Gerhardt      | Wolfgang Gerhardt (1943–2024)      | 10 juni 1995 – 5 mei 2001            | 51–57    | Lid van de Bondsdag (1994–2013) Fractievoorzitter in de Bondsdag (1998–2006)                                                                                    | |
|               | Guido Westerwelle      | Guido Westerwelle (1961–2016)      | 5 mei 2001 – 16 mei 2011             | 39–49    | Lid van de Bondsdag (1996–2013) Fractievoorzitter in de Bondsdag (2006–2009) Vicekanselier (2009–2011) Bondsminister van Buitenlandse Zaken (2009–2013)         | |
|               | Philipp Rösler         | Philipp Rösler (1971)              | 16 mei 2011 – 7 december 2013        | 40–42    | Vicekanselier (2011–2013) Bondsminister van Economie (2011–2013)                                                                                                | Bondsminister van Volksgezondheid (2009–2011) |
|               | Christian Lindner      | Christian Lindner (1979)           | 7 december 2013 – 21 februari 2025   | 34–46    | Lid van de Bondsdag (2017–2025) Fractievoorzitter in de Bondsdag (2017–2021) Bondsminister van Financiën (2021–2024)                                            | Lid van de Bondsdag (2009–2012) |

## Secretarissen-generaal
| 1971–1973  | Karl-Hermann Flach        |
| 1974–1975  | Martin Bangemann          |
| 1978–1982  | Günter Verheugen          |
| 1982–1984  | Irmgard Schwaetzer        |
| 1984–1988  | Helmut Haussmann          |
| 1988–1991  | Cornelia Schmalz-Jacobsen |
| 1991–1993  | Uwe Lühr                  |
| 1993–1994  | Werner Hoyer              |
| 1994–2001  | Guido Westerwelle         |
| 2001–2005  | Cornelia Pieper           |
| 2005–2009  | Dirk Niebel               |
| 2009–2011  | Christian Lindner         |
| 2012–2013  | Patrick Döring            |
| 2013–2019  | Nicola Beer               |
| 2019–2020  | Linda Teuteberg           |
| 2020–2021  | Volker Wissing            |
| 2021–2024  | Bijan Djir-Sarai          |
| sinds 2024 | Marco Buschmann           |

## Bondspresidenten en vicekanseliers
De volgende FDP-politici hebben gediend als bondspresident van Duitsland:
- Theodor Heuss (1949–1959)
- Walter Scheel (1974–1979)

De FDP leverde nog nooit de bondskanselier van Duitsland, maar wel meermaals de vicekanselier:
- Franz Blücher (1949–1957)
- Erich Mende (1963–1966)
- Walter Scheel (1969–1974)
- Hans-Dietrich Genscher (1974–1982, 1982–1992)
- Jürgen Möllemann (1992–1993)
- Klaus Kinkel (1993–1998)
- Guido Westerwelle (2009–2011)
- Philipp Rösler (2011–2013)

De volgende FDP-politici dienden als minister-president van een deelstaat:
- Reinhold Maier (Württemberg-Baden, 1945–1952 / Baden-Württemberg, 1952–1953)
- Thomas Kemmerich (Thüringen, 2020)

## Verkiezingsuitslagen

### Bondsdagverkiezingen
De FDP behaalde de volgende resultaten bij de verkiezingen voor de Bondsdag:
| Jaar | Spitzenkandidaat       | Percentage | Zetels   | Positie na verkiezingen                              |
| ---- | ---------------------- | ---------- | -------- | ---------------------------------------------------- |
| 1949 | Franz Blücher          | 11,9%      | 53 / 402 | coalitieregering (Adenauer I)                        |
| 1953 | Franz Blücher          | 9,5%       | 53 / 509 | coalitieregering (Adenauer II)                       |
| 1957 | Reinhold Maier         | 7,7%       | 44 / 519 | oppositie                                            |
| 1961 | Erich Mende            | 12,8%      | 67 / 521 | coalitieregering (Adenauer IV, Adenauer V, Erhard I) |
| 1965 | Erich Mende            | 9,5%       | 50 / 518 | coalitieregering (Erhard II) oppositie (1966–1969)   |
| 1969 | Walter Scheel          | 5,8%       | 31 / 518 | coalitieregering (Brandt I)                          |
| 1972 | Walter Scheel          | 8,4%       | 42 / 518 | coalitieregering (Brandt II, Schmidt I)              |
| 1976 | Hans-Dietrich Genscher | 7,9%       | 40 / 518 | coalitieregering (Schmidt II)                        |
| 1980 | Hans-Dietrich Genscher | 10,6%      | 54 / 519 | coalitieregering (Schmidt III, Kohl I)               |
| 1983 | Hans-Dietrich Genscher | 6,9%       | 35 / 520 | coalitieregering (Kohl II)                           |
| 1987 | Martin Bangemann       | 9,1%       | 48 / 519 | coalitieregering (Kohl III)                          |
| 1990 | Otto Graf Lambsdorff   | 11,0%      | 79 / 662 | coalitieregering (Kohl IV)                           |
| 1994 | Klaus Kinkel           | 6,9%       | 47 / 672 | coalitieregering (Kohl V)                            |
| 1998 | Wolfgang Gerhardt      | 6,2%       | 43 / 669 | oppositie                                            |
| 2002 | Guido Westerwelle      | 7,4%       | 47 / 603 | oppositie                                            |
| 2005 | Guido Westerwelle      | 9,8%       | 61 / 614 | oppositie                                            |
| 2009 | Guido Westerwelle      | 14,6%      | 93 / 622 | coalitieregering (Merkel II)                         |
| 2013 | Philipp Rösler         | 4,8%       | 0 / 631  | niet in de Bondsdag vertegenwoordigd                 |
| 2017 | Christian Lindner      | 10,7%      | 80 / 709 | oppositie                                            |
| 2021 | Christian Lindner      | 11,4%      | 92 / 736 | coalitieregering (Scholz) oppositie (2024–2025)      |
| 2025 | Christian Lindner      | 4,3%       | 0 / 630  | niet in de Bondsdag vertegenwoordigd                 |

### Landdagverkiezingen
In 9 van de 16 Duitse deelstaten is de FDP vertegenwoordigd in het deelstaatparlement (in de meeste gevallen de Landdag genoemd). Bij de meest recente deelstaatverkiezingen behaalde de FDP de volgende resultaten:
| Deelstaat                 | Jaar | Percentage | Zetels   | Positie na verkiezingen                  |
| ------------------------- | ---- | ---------- | -------- | ---------------------------------------- |
| Baden-Württemberg         | 2021 | 10,5%      | 18 / 154 | oppositie                                |
| Beieren                   | 2023 | 3,0%       | 0 / 203  | niet vertegenwoordigd                    |
| Berlijn                   | 2023 | 4,6%       | 0 / 159  | niet vertegenwoordigd                    |
| Brandenburg               | 2024 | 0,8%       | 0 / 88   | niet vertegenwoordigd                    |
| Bremen                    | 2023 | 5,1%       | 5 / 87   | oppositie                                |
| Hamburg                   | 2020 | 4,9%       | 1 / 123  | oppositie                                |
| Hessen                    | 2023 | 5,0%       | 8 / 133  | oppositie                                |
| Mecklenburg-Voor-Pommeren | 2021 | 5,8%       | 5 / 79   | oppositie                                |
| Nedersaksen               | 2022 | 4,7%       | 0 / 146  | niet vertegenwoordigd                    |
| Noordrijn-Westfalen       | 2022 | 5,9%       | 12 / 195 | oppositie                                |
| Rijnland-Palts            | 2021 | 5,5%       | 6 / 101  | coalitieregering (met SPD en B'90/Grüne) |
| Saarland                  | 2022 | 4,8%       | 0 / 51   | niet vertegenwoordigd                    |
| Saksen                    | 2024 | 0,9%       | 0 / 120  | niet vertegenwoordigd                    |
| Saksen-Anhalt             | 2021 | 6,4%       | 7 / 97   | coalitieregering (met CDU en SPD)        |
| Sleeswijk-Holstein        | 2022 | 6,4%       | 5 / 69   | oppositie                                |
| Thüringen                 | 2024 | 1,1%       | 0 / 88   | niet vertegenwoordigd                    |

### Europese verkiezingen
De FDP behaalde de volgende resultaten bij de verkiezingen voor het Europees Parlement:
| Jaar | Percentage | Zetels  |
| ---- | ---------- | ------- |
| 1979 | 6,0%       | 4 / 81  |
| 1984 | 4,8%       | 0 / 81  |
| 1989 | 5,6%       | 4 / 81  |
| 1994 | 4,1%       | 0 / 99  |
| 1999 | 3,0%       | 0 / 99  |
| 2004 | 6,1%       | 7 / 99  |
| 2009 | 11,0%      | 12 / 99 |
| 2014 | 3,4%       | 3 / 96  |
| 2019 | 5,4%       | 5 / 96  |
| 2024 | 5,2%       | 5 / 96  |

## De FDP in Europa
Op Europees niveau behoort de FDP tot de Partij van de Alliantie van Liberalen en Democraten voor Europa (ALDE). Het voorzitterschap van ALDE werd eenmaal door een FDP-politicus bekleed (Werner Hoyer, 2000–2005). In het Europees Parlement maakt de FDP deel uit van Renew Europe.
De volgende FDP-politici hebben gediend als Eurocommissaris:
- Ralf Dahrendorf (1970–1974)
- Guido Brunner (1974–1981)
- Martin Bangemann (1989–1999)

## Voetnoten
1. ↑  Getallen volgens Karlheinz Niclauß: Das Parteiensystem der Bundesrepublik Deutschland, 2e druk, Schöningh: Paderborn e.a. 2002, p. 123-127.